# Branko Hofman

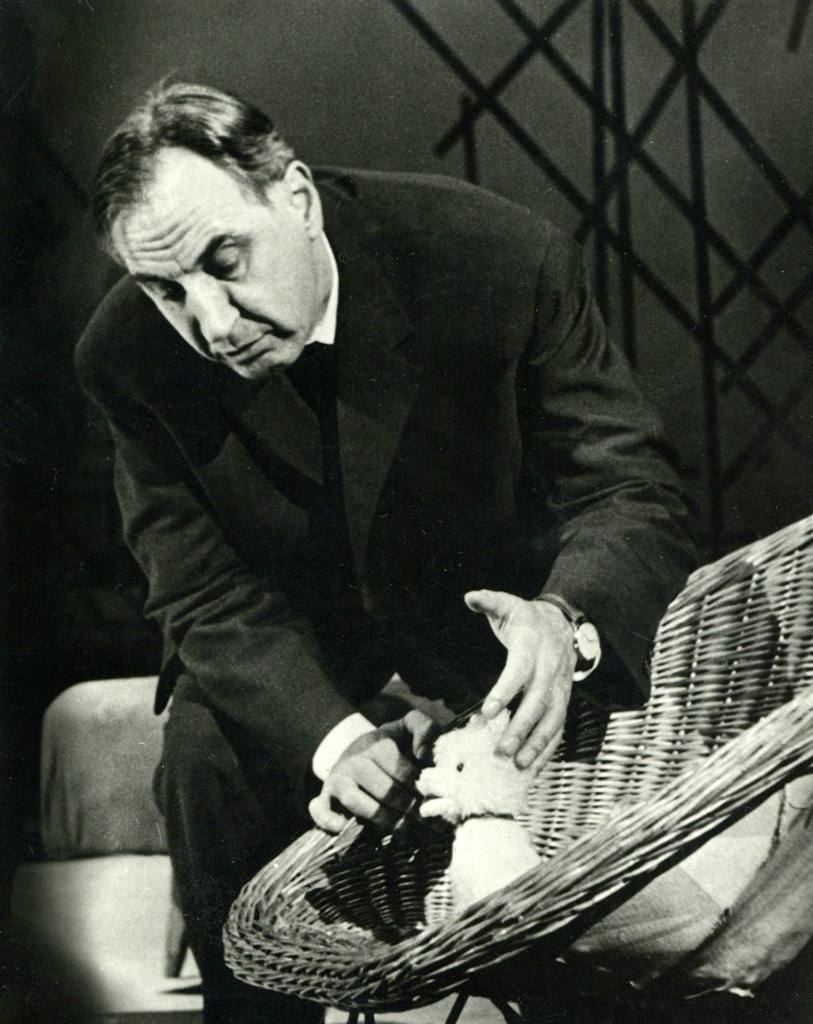
Branko Hofman (1962)

Branko Hofman (* 29. November 1929 in Rogatec, Königreich Jugoslawien; † 12. Juni 1991 in Ljubljana, SFRJ) war ein slowenischer Schriftsteller, Lyriker, Dramatiker, Publizist und Übersetzer.

## Leben und Werk
Hofman absolvierte das Gymnasium in Maribor und studierte anschließend Vergleichende Literaturwissenschaft an der Philosophischen Fakultät der Universität Ljubljana. Er arbeitete zunächst als Journalist und Redakteur für Radio Koper, ab 1954 war er Auslandskorrespondent und Redakteur der Tageszeitung Večer in Maribor. Von 1962 bis zu seiner Pensionierung 1989 war er als Redakteur bei Državna založba Slovenije (DZS), dem Slowenischen Staatsverlag, tätig. 1965–1968 war er Herausgeber des Branchenblattes Knjiga. Glasilo slovenskih založb (Das Buch. Organ des slowenischen Verlagswesens). Hofman betätigte sich auch als Übersetzer aus dem Deutschen und war u. a. Herausgeber einer in deutscher Übersetzung erschienenen Auswahl zeitgenössischer slowenischer Lyrik (Slowenische Lyrik der Gegenwart, 1974). Für seine publizistische Tätigkeit wurde Hofman zweimal (1954, 1957) mit dem Tomšič-Preis ausgezeichnet. Für sein Drama Zvezde na jutranjem nebu (1958, Sterne am Morgenhimmel) erhielt er den Prežih-Preis (Prežihova nagrada), für das Kinderbuch Ringo Star 1981 den Levstik-Preis (Levstikova nagrada) des Verlags Mladinska knjiga.
In seiner Lyrik ist Hofman den sogenannten Intimisten zuzurechnen, wobei er anfangs einen sehr traditionellen Stil pflegt, sie ist – wie auch sein Roman Ljubezen (Liebe, 1961) – durch eine stark erotische Komponente gekennzeichnet. Seine gegenwartsbezogene Dramatik, die die erotischen, juristischen, moralischen Nöte des Einzelnen in einer revolutionären Zeit behandelt, steht im Zeichen eines sentimental-humanistischen Realismus. Mit seinem Roman Noč do jutra (1981, dt. Nacht bis zum Morgen, 1983) war Branko Hofman der erste slowenische Schriftsteller, der das „Umerziehungslager“ für politische Gefangene auf der Adriainsel Goli otok literarisch thematisierte. Von literaturhistorischem Interesse ist auch die Entstehungsgeschichte: 1975 wurde die UDBA des Romanmanuskripts habhaft, der Autor, der jedenfalls nicht aus eigener Erfahrung geschrieben, sondern sich bei der Beschreibung der Zustände im Lager auf Mitteilungen des Autors Ludvik Mrzel gestützt hatte, wurde geheimdienstlichen Verhören unterzogen. Das Buch konnte erst nach Titos Tod veröffentlicht werden, erschien aber schon 1982 in kroatischer und bis Ende der 1980er Jahr noch in italienischer, deutscher, tschechischer, polnischer und ungarischer Übersetzung. Eine französische Ausgabe erschien 1998. Unter Hofmans publizistischen Werken sind vor allem die Interviews mit slowenischen Autorinnen und Autoren (Pogovori s slovenskimi pisatelji) zu nennen, die 1978 gesammelt erschienen.

## Publikationen

### Lyrik (Auswahl)
- Der Bogen. Slowenische Gedichte. Übersetzung, Geleitwort: Franjo Smerdu. Köln: E. Hermansen [1977].

### Prosa (Auswahl)
- Noč do jutra. Ljubljana: Slovenska matica, 1981. Auf Deutsch: Nacht bis zum Morgen. Aus dem Slowenisch übersetzt von Sabine Reese und Peter Scherber. München: Schneekluth 1983.
- Noč do jutra. Ljubljana: DZS 2005. (Zbirka Slovenska zgodba : 46; Dnevnikova knjižnica.)

### Kinderbücher (Auswahl)
- Ringo Star. Ljubljana: Mladinska knjiga 1980. Deutsch: Der fuchsrote Ringo. Aus dem Slowenischen von Astrid Philippsen. Berlin: Der Kinderbuchverlag, 1984.

### Essayistik, Publizistik (Auswahl)
- Pogovori s slovenskimi pisatelji. Ljubljana: Cankarjeva založba 1978.

### Übersetzungen
- Hauff, Wilhelm: Ladja strahov. Maribor: Obzorja, 1955. (Zbirka Pravljica. 37.)
- Kesten, Hermann: Casanova. Prev. Branko Hofman in Viljem Rotner. Ljubljana: Državna založba Slovenije 1963.
- V ognju preminuli. Dnevniki iz geta. S predgovorom Arnolda Zweiga. [Nach der dt. Ausgabe: Im Feuer vergangen. Tagebücher aus dem Ghetto. Mit einem Vorwort von Arnold Zweig, 1958.] Ljubljana: Borec 1967.

### Herausgeberschaft
- Slowenische Lyrik der Gegenwart/Sodobna slovenska lirika. Übersetzung Franjo Smerdu. Gedichtauswahl Branko Hofman. Dortmund: Wulff, 1974.